# تروت كاثي
سامويل تروت كاثي (بالإنجليزية: Samuel Truett Cathy)‏ هو رجل أعمال ملياردير وكاتب أمريكي ولد في يوم 14 مارس 1921 في بلدة إتونتون في جورجيا في الولايات المتحدة وهو مشهور بتأسيسه لسلسلة مطاعم تشيك فيل أي، وصلت قيمة ثروته قبل وفاته إلى أكثر من 4 مليارات دولار أمريكي وتوفي في يوم 8 سبتمبر 2014 وورث ثروته كل من إبنيه دان كاثي وبوبا كاثي.